# 홍성군

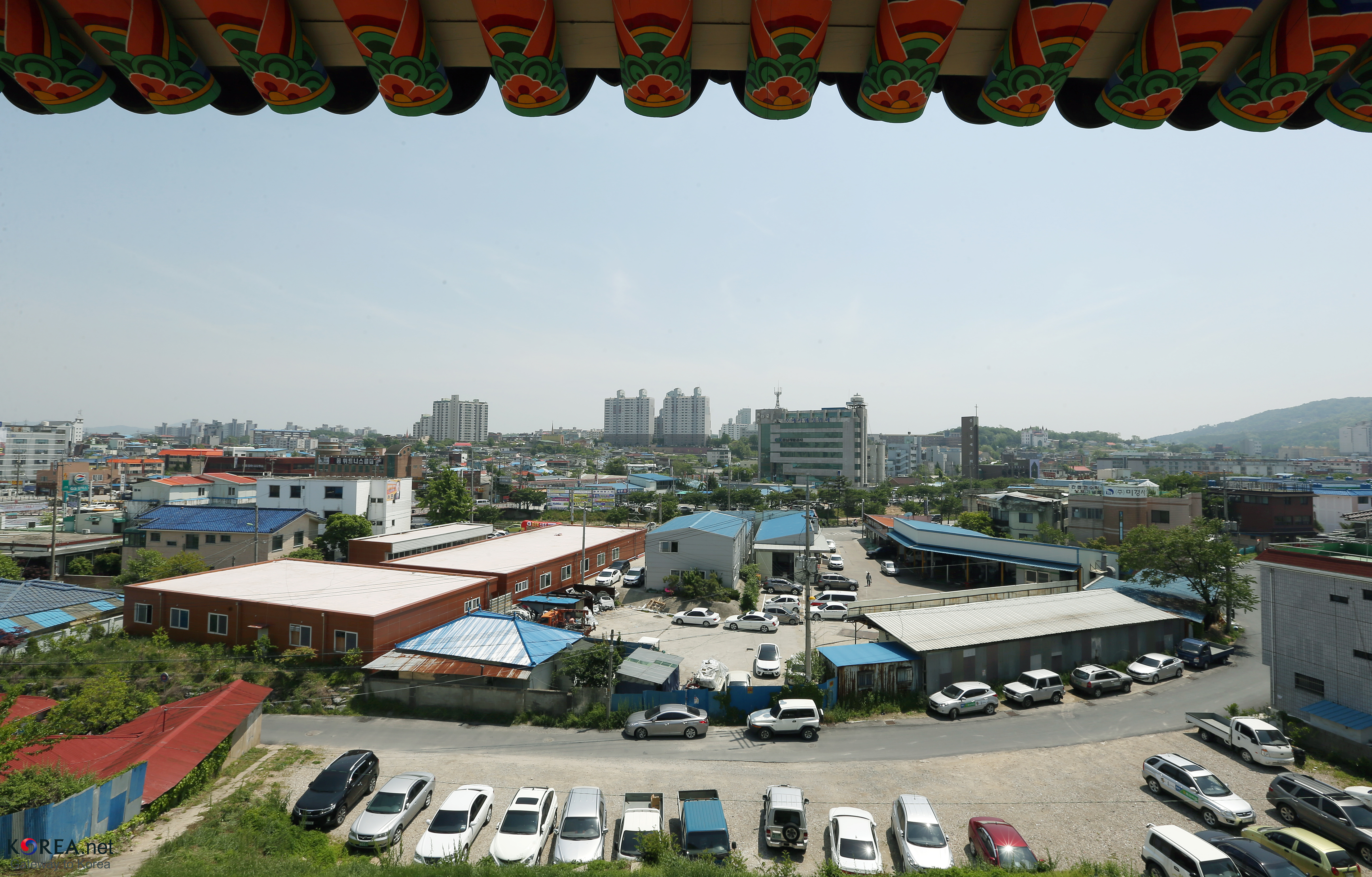
요새에서 바라본 홍성시의 주변 배경. 주변에 아파트와 교회, 빌딩, 학교를 비롯한 수많은 건축물들이 많이 놓여 있다.

홍성군(洪城郡)은 대한민국 충청남도 중서부에 있는 군이자, 충청남도청 소재지이다. 시청 소재지는 홍성읍이며, 행정구역은 3읍 8면이다. 2012년에 충청남도청, 충청남도교육청 및 도 산하기관들이 대전에서 홍북읍 일대의 내포신도시로 이전되었다. 면적은 444.02km2로 세종특별자치시, 경기도 평택시의 면적과 비슷하다. 인구는 약 10만 명이다. 특산물로는 한우, 한돈, 토굴 새우젓, 대하, 광천김, 새조개(남당항) 등이 있다.

## 지리
충청남도 중서부에 자리한다. 서북쪽은 서산시, 동북쪽은 예산군, 동남쪽은 청양군, 남쪽은 보령시와 맞닿아 있고, 서쪽으로는 천수만을 사이로 태안군 안면도와 마주한다. 동쪽에는 봉수산(484m)과, 서쪽에는 백월산(394m), 남쪽에는 오서산(790m), 북쪽에는 용봉산(374m)을 중심으로 구릉을 이루어, 대체로 판판하며 천수만과 마주한다. 오서산에서 발원하여 장항선을 따라 홍성읍·홍동면·금마면·홍북읍의 4개 읍면을 거쳐, 북쪽으로 흐르는 삽교천 유역이 군내 최대 평야이자 미곡 산지다. 또한 장항선을 따라 남쪽으로 흐르는 상지천과, 오서산에서 발원한 광천천이 합류하는 광천읍 일대와 예산군 덕숭산에서 발원한 와룡천이 천수만으로 흘러드는 유역 일대가 넓은 평야를 이룬다.

## 기후
서부가 바다에 맞닿아 있어 대체로 따뜻하나 겨울에는 북서계절풍의 영향으로 기온이 많이 내려간다. 연평균기온 11.7°C, 1월 평균기온 -3.6°C, 8월 평균기온 26.1°C이며, 연평균강수량은 1,167mm이다.

## 역사
고대 백제에 속했다. 조선시대에는 홍주목(洪州牧)이 설치되어 충청도 서북부 5군 14현(태안군, 서산군, 면천군, 혜성군, 이산군, 해미현, 당진현, 덕산현, 예산현, 청양현, 보령현, 결성현, 대흥현, 신평현, 여향현, 고구현, 흥양현, 합덕현, 덕풍현)을 관할하던 행정과 군사의 중심지였다. 1895년 23부제의 실시로 홍주부(洪州府)로 개편되어 부장관(府長官)이 파견되기도 하였다.
- 995년 고려 성종 14년에 운주(運州)라 하였다.
- 1356년 고려 공민왕 5년에 홍주목(洪州牧)으로 승격하였다.
- 1413년 조선 태종 13년에 실시된 지방행정구역 개편에 따라 홍주목과 결성군이 두어졌고 홍주목에서는 16개 군현을 관할했다.
- 1530년 조선 중종 25년 홍주부(洪州府)를 두었다.
- 1895년 6월 23일(음력 윤5월 1일) 제2차 갑오개혁으로 지방 행정 구역이 23부제로 개편됨에 따라 홍주부(洪州府)로 승격되어 인근 22개군(홍주군,결성군,덕산군,한산군,서천군,비인군,남포군,보령군,임천군,홍산군,서산군,해미군,당진군,면천군,태안군,대흥군,청양군,예산군,신창군,온양군,아산군,정산군)을 관할했다.[1]
- 1896년 8월 4일 13도제에 의해 홍주군(충남 37군 중 공주군(1등군) 다음 2등군(수원군, 대구군 등))으로 개편되었다.[2]
- 1914년 4월 1일 홍주군과 결성군을 통합하여 홍성군으로 개편하였다.[3]

| 조선총독부령 제111호 |             |                                                                |
| 구 행정구역 | 신 행정구역 | 신 행정구역                                                    |
| 홍주군 고남상도면(高南上道面) | 고도면      | 기산리, 내갈리, 동성리, 상촌리, 운곡리, 취생리                 |
| 홍주군 고남하도면(高南下道面) | 고도면      | 가곡리, 갈오리, 동산리, 부기리, 신안리, 쌍천리, 오두리, 행산리 |
| 홍주군 주남면(州南面) | 홍양면      | 남장리, 송월리, 신성리, 학계리                                 |
| 홍주군 주북면(州北面) | 홍양면      | 고암리, 대교리, 오관리, 옥암리, 월산리, 소향리                 |
| 홍주군 대감개면(大甘介面) 정두리/갈산리 일부/후동리 일부/상주정리 일부/하주정리 일부, 중리/상리 일부/하리 일부/매산리 일부, 내동리/인후리/산직리/상리 일부/매산리 일부, 우정리/당산리/주봉리/산수동리/후동리 일부/상주정리 일부/하리 일부, 신동리/계정리/후동리 일부/상주정리 일부/하주정리 일부 | 홍북면      | 갈산리, 노은리, 대인리, 산수리, 신정리                         |
| 홍주군 치사면(雉寺面) 동방리/갈산리 일부/대지리 일부, 석교리/갈산리 일부/대지리 일부/택리 일부/(덕산군 대덕산면) 수촌리 일부, 신리/자경리/택리 일부/대지리 일부, 용두리 일부 | 홍북면      | 대동리, 석택리, 신경리, 용산리                                 |
| 홍주군 홍천면(洪川面) 요덕리/서력리/어경리 일부/내동리 일부/지동리 일부, 내기리/공암리/법수리/봉소리 일부/어경리 일부/내동리 일부, 이동리/신기리/지동리 일부/상산리 일부/봉소리 일부, 하산리/상산리 일부, 동계리/상동막리/중동막리/하동막리/중리 일부/상산리 일부 | 홍북면      | 내덕리, 내법리, 봉신리, 상하리, 중계리                         |
| 홍주군 금동면(金洞面) 삼거리/호암리/신대리/상금리/하금리/가좌리/백동리/한사리 일부/성당리 일부/별산리 일부/영촌리 일부, 가곡리/요곡리/대조리/한사리 일부/영촌리 일부, 울금리/왕지동리/성동리/창우리/비우리/하리/성당리 일부/임내리 일부, 하지리/동막리/사거리/사오리/신리/신천리/신연리/산직리/만항리/상지리 일부/내기리 일부/(평면) 내기리 일부, 학계리/산정리/효동리/성산리/상지리 일부/별산리 일부 | 홍동면      | 금당리, 대영리, 수란리, 신기리, 효학리                         |
| 홍주군 번천면(番川面) 장평리/종평리/대박리 일부/죽림리 일부/신천리 일부/응암리 일부/빙질리 일부/(결성군 광천면) 응암리 일부/내구리 일부, 상구리/구룡리/운동 일부/중원리 일부/하구리 일부/대박리 일부/(오사면) 죽상리 일부/가동리 일부, 상반리/창정리/운곡리 일부/종현리 일부/(홍안송면) 평촌 일부/송정리 일부, 중원리 일부/세천리 일부/시목동 일부/종현리 일부, 공수동/월곡리/빙질리 일부/시목동 일부/죽림리 일부/중원리 일부, 명동/상개리/개월리/세천리 일부/운곡리 일부/종현리 일부, 상송리/상원리/하원리/모전리/적덕리 일부/운동 일부/하구리 일부/홍거리 일부, 신리/하거리/화동/적덕리 일부/홍거리 일부/(성지면) 아동 일부/(홍안송면) 상소리 일부 | 홍동면      | 대평리, 운용리, 운월리, 원천리, 월림리, 월현리, 홍원리, 화신리 |
| 홍주군 홍안송면(洪安松面) 신기리/박석리/고요리/방축리/신대리/상동리/동막리, 금안리/상중리/하중리/반곡리/신촌리/평촌리 일부/문산리 일부/가곡리 일부/(번천면) 적덕리 일부, 동곡리/원당리/광제리/하소리/가곡리 일부/상소리 일부/문산리 일부/(유곡면) 마정리 일부, 신흥리/석산리/상팔리/하팔리/송정리 일부/(송지곡면) 동구리 일부 | 홍동면      | 구정리, 금평리, 문당리, 팔괘리                                 |
| 홍주군 송지곡면(松枝谷面) 신동리/월천리/서구리/동구리 일부/천변리 일부/월천리 일부/독귀리 일부/사성리 일부/(금동면) 내기리 일부/(평면) 내기리 일부, 강정리/송정리 일부, 호동리/당곡리/신대리 일부/장파리 일부, 지동리/광동리/신기리/천변리 일부/사성리 일부/용지리 일부/장파리 일부/독귀리 일부, 백양동리/철마리/죽림리/내기리/신대리 일부/(홍천면) 어경리 일부, 통동리/화전리/금굴리 | 홍동면      | 구룡리                                                         |
| 홍주군 송지곡면(松枝谷面) 신동리/월천리/서구리/동구리 일부/천변리 일부/월천리 일부/독귀리 일부/사성리 일부/(금동면) 내기리 일부/(평면) 내기리 일부, 강정리/송정리 일부, 호동리/당곡리/신대리 일부/장파리 일부, 지동리/광동리/신기리/천변리 일부/사성리 일부/용지리 일부/장파리 일부/독귀리 일부, 백양동리/철마리/죽림리/내기리/신대리 일부/(홍천면) 어경리 일부, 통동리/화전리/금굴리 | 금마면      | 송강리, 신곡리, 장성리, 죽림리, 화양리                         |
| 홍주군 평면(坪面) 가야리/정광리/대교리 일부/(대감개면) 대교리, 내기리/내산리/외가리/내가리/불정리/신리/화봉리/고정리 일부, 고동리/한동리/임곡리/천동리 일부/양지리 일부, 상다리/하다리/평리/대교리 일부/(송지곡면) 송정리 일부, 송라리/석성리/구암리/하직리/하월리/와야리/신흥리/상월리 일부, 신대리/야동리/송우리/용강리/고정리 일부/상월리 일부/(금동면) 임내리 일부, 신매리/봉암리/마사리/월굴리/천동리 일부, 석산리/인흥리/강월리 일부/양지리 일부/용당리 일부 | 금마면      | 가산리, 덕정리, 봉서리, 부평리, 송암리, 용흥리, 월암리, 인산리 |
| 홍주군 오사면(烏史面) 송암리/가동리 일부/가중리 일부/죽상리 일부, 성상리/진방리/중촌리/성중리 일부/성하리 일부/죽하리 일부/광제리 일부, 오서리/오동리 일부/죽하리 일부, 죽중리/죽상리 일부/죽하리 일부/가중리 일부/오동리 일부/옥계리 일부, 성중리 일부/성하리 일부/죽하리 일부/옥계리 일부 | 장곡면      | 가송리, 광성리, 오성리, 죽전리, 화계리                         |
| 홍주군 유곡면(酉谷面) 평촌리/월현리/대부리 일부, 대부리 일부/(화성면) 왕계리 일부/원당리 일부/(성지면) 상두리 일부, 명동리/내동리/시목리/월촌리/명천리/화양리/마전리 일부/용연리 일부, 계산리/지명동리/상계리/하계리/상묵리/하묵리/마전리 일부/마정리 일부/(홍안송면) 상소리 일부, 양곡리/발이리/하가리/수문리 일부/(얼방면) 강촌리 일부/상식리 일부/(청양군 서상면) 하강리 일부/(대흥군 일남면) 화암리 일부, 행계리/하소리/지정리/용연리 일부 | 장곡면      | 대현리, 옥계리, 월계리, 지정리, 천태리, 행정리                 |
| 홍주군 성지면(城枝面) 도현리/대교리/하오리/산양리 일부/분토동리 일부, 상오리/반송리/하두리/중두리/상두리 일부/분토동리 일부, 녹문리/신곤리/동리/성중리/아동리 일부, 신리/정동리/상풍리/하풍리/중방리/분토동리 일부/산양리 일부/(오사면) 광제리 일부 | 장곡면      | 도산리, 상송리, 신동리, 신풍리                                 |
| 홍주군 얼방면(乻方面) 학성리/상냉리/하냉리/(화성면) 왕계리 일부/(유곡면) 은동 일부/수문리 일부 | 장곡면      | 산성리                                                         |
| 홍주군 궁경면(躬耕面) | 광천면      | 매현리, 벽계리, 상정리, 신진리                                 |
| 결성군 광천면(廣川面) | 광천면      | 가정리, 광천리, 내죽리, 담산리, 소암리                         |
| 결성군 용천면(龍川面) | 용천면      | 교항리, 와리, 용호리, 중리, 형산리                             |
| 결성군 현내면(縣內面) | 용천면      | 금곡리, 무량리, 성곡리, 성남리, 성호리, 읍내리                 |
| 결성군 상서면(上西面) 국사동/연사리/거차리/양촌리, 소리/중황리 일부, 궁리/하황리 일부/상황리 일부/중황리 일부, 속동/후동/상황리 일부/하황리 일부, 산수동/이호리/곡촌리/상광리/평리/중촌리/하촌리 | 서부면      | 거차리, 광리, 궁리, 상황리, 이호리                             |
| 결성군 하서면(下西面) 대사동/한사동/내동/남당리/장포리/어사리 일부, 안흥리/내대리/신리, 명호리/양곡리, 송천리/중리/염리/소점동/어사리 일부, 묵동/선소리/판교리/후동 일부 | 서부면      | 남당리, 신리, 양곡리, 어사리, 판교리                           |
| 결성군 가산면(加山面) 대판리/어녕리/백인리 일부/(은하면) 학동리 일부, 미어실리/결덕리/점촌리 일부/목현리 일부/(오천군 천북면) 덕두리 일부, 평촌리/목현리 일부, 중리/장척리/포항리 일부/(오천군 천북면) 벌리/창리/구창동/두실동, 야동/상가리/중가리/하가리 | 은하면      | 대판리, 덕실리, 목현리, 장척리, 화봉리                         |
| 결성군 은하면(銀河面) 금리/신점촌리/구점촌리/하국리/상국리/율리 일부, 대가곡리 일부/율리 일부, 자음동/합천리/대가곡리 일부/(가산면) 백인리 일부, 유현리/유척리/송동리/월곡리 일부/대가곡리 일부, 장촌리/사점촌리/대가곡리 일부/월곡리 일부, 거산리/내동리/외남리/내남리/소가곡리/학동리 일부/(가산면) 백인리 일부 | 은하면      | 금국리, 대율리, 대천리, 유송리, 장곡리, 학산리                 |
| 결성군 구항면(龜項面) 발현리/상리/내중리/내하리 일부, 외신리/외상리/외중리/태봉동/(화산면) 월암리 일부 | 구항면      | 내현리, 태봉리                                                 |
| 결성군 두암면(斗巖面) 내두리/대두리/미정리 일부/(홍주군 궁경면) 선암리 일부, 마은동/효동/온동, 신매리/시곡리 일부/고정리 일부/척괴리 일부, 묵동/지석리/고정리 일부/미정리 일부/척괴리 일부, 신대리/와학리/소반동/유동 | 구항면      | 대정리, 마온리, 신곡리, 지정리, 청광리                         |
| 결성군 화산면(花山面) 상공리/하공리 일부/벌리 일부/화리 일부/죽두리 일부, 도장동/남산리/대야리 일부/하공리 일부, 갈오리/봉지동/독리 일부, 가정리 일부/장양리 일부/벌리 일부/월암리 일부/독리 일부/죽두리 일부/당리/(구항면) 내하리 일부, 상대동/중대동/하대동/묵동/독리 일부 | 구항면      | 공리, 남산리, 오봉리, 장양리, 황곡리                           |
| 1914년          | 1914년 | 현재          | 현재 |
| 면              | 정·리 | 구·읍·면      | 동·리 |
| --------------- | --- | ------------- | --- |
| 홍양면 (洪陽面) | 고암리, 남장리, 대교리, 소항리, 송월리, 신성리, 오관리, 옥암리, 월산리, 학계리                                                 | 홍성군 홍성읍 | 고암리, 남장리, 대교리, 소항리, 송월리, 신성리, 오관리, 옥암리, 월산리, 학계리                                                 |
| 금마면 (金馬面) | 가산리, 덕정리, 봉서리, 부평리, 송강리, 송암리, 신곡리, 용흥리, 월암리, 인산리, 장성리, 죽림리, 화양리                         | 홍성군 금마면 | 가산리, 덕정리, 봉서리, 부평리, 송강리, 송암리, 신곡리, 용흥리, 월암리, 인산리, 장성리, 죽림리, 화양리                         |
| 구항면 (龜項面) | 공리, 남산리, 내현리, 대정리, 마온리, 신곡리, 오봉리, 장양리, 지정리, 청광리, 태봉리, 황곡리                                   | 홍성군 구항면 | 공리, 남산리, 내현리, 대정리, 마온리, 신곡리, 오봉리, 장양리, 지정리, 청광리, 태봉리, 황곡리                                   |
| 장곡면 (長谷面) | 가송리, 광성리, 대현리, 도산리, 산성리, 상송리, 신동리, 신풍리, 오성리, 옥계리, 월계리, 죽전리, 지정리, 천태리, 행정리, 화계리 | 홍성군 장곡면 | 가송리, 광성리, 대현리, 도산리, 산성리, 상송리, 신동리, 신풍리, 오성리, 옥계리, 월계리, 죽전리, 지정리, 천태리, 행정리, 화계리 |
| 홍동면 (洪東面) | 구정리, 금당리, 금평리, 대영리, 문당리, 수란리, 신기리, 운월리, 원천리, 월현리, 팔괘리, 홍원리, 화신리, 효학리                 | 홍성군 홍동면 | 구정리, 금당리, 금평리, 대영리, 문당리, 수란리, 신기리, 운월리, 원천리, 월현리, 팔괘리, 홍원리, 화산리, 효학리                 |
| 홍동면 (洪東面) | 대평리, 운용리, 월림리 | 홍성군 광천읍 | 대평리, 운용리, 월림리 |
| 홍동면 (洪東面) | 구룡리 | 홍성군 홍성읍 | 구룡리 |
| 홍북면 (洪北面) | 내법리 | 홍성군 홍성읍 | 내법리 |
| 홍북면 (洪北面) | 갈산리, 내덕리, 노은리, 대동리, 대인리, 봉신리, 산수리, 상하리, 석택리, 신경리, 신정리, 용산리, 중계리                         | 홍성군 홍북읍 | 갈산리, 내덕리, 노은리, 대동리, 대인리, 봉신리, 산수리, 상하리, 석택리, 신경리, 신정리, 용산리, 중계리                         |
| 고도면 (高道面) | 가곡리, 갈오리, 기산리, 내갈리, 동산리, 동성리, 부기리, 상촌리, 신안리, 쌍천리, 오두리, 운곡리, 취생리, 행산리                 | 홍성군 갈산면 | 가곡리, 갈오리, 기산리, 내갈리, 동산리, 동성리, 부기리, 상촌리, 신안리, 쌍천리, 오두리, 운곡리, 취생리, 행산리                 |
| 용천면 (龍川面) | 와리 | 홍성군 갈산면 | 와리 |
| 용천면 (龍川面) | 교항리, 금곡리, 무량리, 성곡리, 성남리, 성호리, 용호리, 읍내리, 형산리                                                         | 홍성군 결성면 | 교항리, 금곡리, 무량리, 성곡리, 성남리, 성호리, 용호리, 읍내리, 형산리                                                         |
| 용천면 (龍川面) | 중리 | 홍성군 서부면 | 중리 |
| 서부면 (西部面) | 거차리, 광리, 궁리, 남당리, 상황리, 신리, 양곡리, 어사리, 이호리, 판교리                                                       | 홍성군 서부면 | 거차리, 광리, 궁리, 남당리, 상황리, 신리, 양곡리, 어사리, 이호리, 판교리                                                       |
| 은하면 (銀河面) | 금국리, 대율리, 대천리, 대판리, 덕실리, 목현리, 유송리, 장곡리, 장척리, 학산리, 화봉리                                         | 홍성군 은하면 | 금국리, 대율리, 대천리, 대판리, 덕실리, 목현리, 유송리, 장곡리, 장척리, 학산리, 화봉리                                         |
| 광천면 (廣川面) | 가정리, 광천리, 내죽리, 담산리, 매현리, 벽계리, 상정리, 소암리, 신진리, 옹암리                                                 | 홍성군 광천읍 | 가정리, 광천리, 내죽리, 담산리, 매현리, 벽계리, 상정리, 소암리, 신진리, 옹암리                                                 |

- 1917년 10월 1일 홍양면을 홍주면으로, 용천면을 결성면으로 개칭하였다.[5]
- 1941년 10월 1일 홍주면을 홍성읍으로 승격하였다.[6]
- 1942년 10월 1일 광천면을 광천읍으로 승격하고, 고도면을 갈산면으로 개칭하였다.[7]
- 1983년 2월 15일 서산군 및 읍, 면간 행정구역을 개편하였다.[8]

| 대통령령 제11027호            |             |
| 구 행정구역                   | 신 행정구역 |
| 서산군 고북면 대사리          | 갈산면 일부 |
| 결성면 와리                   | 갈산면 일부 |
| 결성면 중리                   | 서부면 일부 |
| 홍북면 내법리                 | 홍성읍 일부 |
| 홍동면 구룡리                 | 홍성읍 일부 |
| 홍동면 대평리, 운용리, 월림리 | 광천읍 일부 |
- 2006년 2월 12일 충청남도 도청이전 예정지역이 홍성군 홍북면·예산군 삽교읍 일원 내포신도시로 결정되었다.
- 2012년 12월 18일 홍북면 신경리 충남도청 신청사 별관동 1층에 홍북면 내포출장소를 설치하였다.
- 2012년 12월 28일 홍북면 내포신도시로 충청남도청이 이전하였다.
- 2017년 8월 1일 홍북면이 홍북읍으로 승격되었다.

## 행정 구역
홍성군의 행정 구역은 3읍 8면으로 구성되어 있다. 홍성군의 면적은 444.02 km2이다. 이는 세종특별자치시, 남양주시, 평택시와 비슷하다. 충청남도 면적(8,214km2)의 5.4%를 차지한다.
2021년 5월말 주민등록 인구는 46,754세대, 99,757명이다. 충청남도 7개 군(郡) 지역 가운데 인구가 가장 많다. 인구는 1960년 144,741명에 도달되었다가 이후에는 계속 감소 추세였으나, 기존 대전광역시에 위치한 충남도청이 홍북면 일원으로 이전됨과 동시에 내포신도시의 건설 이후 다시 증가하였으나, 최근 재감소 추세에 이른다. 군 전체 인구의 40%가 홍성읍에, 30%가 홍북읍에, 10%가 광천읍에 거주하여 이들 3개 읍이 군 전체 인구의 80%를 차지한다. 특히, 2013년 1월 충청남도청이 관내의 내포신도시로 이전할 당시 4,900여 명이었던 홍북면의 인구가 이후 계속 증가하여 2015년 1월에 광천읍의 인구를 추월한 바 있었다. 2017년 8월 홍북면이 읍으로 승격되었다.
| 읍면   | 한자   | 면적 (비율) | 면적 (비율) | 인구   | 세대   |
| ------ | ------ | ----------- | ----------- | ------ | ------ |
| 홍성읍 | 洪城邑 | 30.48       | 6.87%       | 38,007 | 17,961 |
| 광천읍 | 廣川邑 | 35.04       | 7.88%       | 8,446  | 4,458  |
| 홍북읍 | 洪北邑 | 44.66       | 10.06%      | 28,850 | 11,230 |
| 금마면 | 金馬面 | 34.16       | 7.69%       | 3,497  | 1,872  |
| 홍동면 | 洪東面 | 37.99       | 8.56%       | 3,431  | 1,692  |
| 장곡면 | 長谷面 | 54.92       | 12.37%      | 2,908  | 1,598  |
| 은하면 | 銀河面 | 30.89       | 6.96%       | 2,284  | 1,241  |
| 결성면 | 結城面 | 29.15       | 6.57%       | 2,089  | 1,165  |
| 서부면 | 西部面 | 55.55       | 12.51%      | 3,534  | 1,943  |
| 갈산면 | 葛山面 | 54.35       | 12.24%      | 3,534  | 1,908  |
| 구항면 | 龜項面 | 36.80       | 8.29%       | 3,478  | 1,908  |
| 홍성군 | 洪城郡 | 444.02      | 100%        | 99,757 | 46,754 |

## 군청
- 현재 홍성군청은 충청남도 홍성군 홍성읍에 위치하고 있다.

## 인구
2019년 2월 28일 주민등록 인구는 100,799명이다.
- 홍성군(에 해당하는 지역)의 연도별 인구 추이[10]

| 연도   | 총인구    |  |
| ------ | --------- |  |
| 1999년 | 97,472명  |  |
| 2005년 | 91,432명  |  |
| 2007년 | 89,539명  |  |
| 2008년 | 88,176명  |  |
| 2009년 | 87,631명  |  |
| 2010년 | 88,078명  |  |
| 2011년 | 88,108명  |  |
| 2012년 | 88,415명  |  |
| 2013년 | 89,704명  |  |
| 2014년 | 91,866명  |  |
| 2015년 | 94,553명  |  |
| 2016년 | 99,971명  |  |
| 2017년 | 101,533명 |  |

### 홍성예산권
2014년 국토교통부에서 확정한 20개 중추도시생활권에서 홍성군, 예산군을 홍성예산권으로 규정하고 있다.
서산, 당진, 보령과 연담하여 내포권의 일부를 형성한다.

## 산업

### 지역내 총생산
1차산업 위주로, 농업과 축산업, 수산업이 고루 발달해 있다.

### 산업 별 종사자 수
2014년 홍성군 총 종사자 수는 33,161명으로 충청남도 총 종사자 수의 4.1%를 차지하고 있다. 이 중 농립 어업(1차 산업)은 294명으로 비중이 낮고 광업 및 제조업(2차 산업) 5,311명으로 16%의 비중으로 차지하고 상업 및 서비스업(3차 산업)은 27,499명으로 82.9%의 비중을 차지한다 2차 산업은 충청남도 전체의 비중 (32.8%)보다 낮고 3차 산업은 충청남도 전체 비중(66.7%)보다 높다 3차 산업 부문에서는 사업서비스업(3%) 도소매업(16.1%) 숙박 및 음식점업 10.9% 교육서비스업이 8.4%로 큰 비중을 차지하고 있다.

### 상주인구와 주간인구
홍성군의 2010년 기준 상주인구는 81,053명이고 주간인구는 85,274명으로 주간인구지수가 105로 낮다. 통근으로 인한 유입인구는 2,999명, 유출인구는1,695명이고, 통학으로 인한 유입인구는 3,163명, 유출인구는 246명으로 전체 유입인구가 4,221명 더 많은데, 이는 충청남도 대부분의 지역에서 공통적으로 나타나는 현상이다. (또는 천안시나 수도권의 교통이 발달되어있기 때문이다.)

### 농업
홍성군은 남쪽 오서산에서 용봉산으로 이어지는 낮은 산지를 기준으로 북동의 금마천 유역과 서쪽의 와룡천, 천수만 간척지(서산 A·B지구)를 중심으로 넓은 들판이 펼쳐져 있다. 특히 홍동면 문당리는 우리나라 최초 오리 농법을 시행한 곳으로 노무현 전 대통령도 관심을 가졌던 곳이다.

### 축산업
대한민국의 최대의 축산 단지이며, 한우 브랜드 통합을 통해, 《홍성한우》를 생산하고 있는데, 《2012년 대한민국 대표 브랜드》에서 ‘홍성한우’가 한우 부분 대상을 차지했다.

### 수산업
서부면의 남당항을 중심으로 대하, 새조개를 비롯한 수산물이 나오고 있다.

#### 어항 시설
- 남당항, 어사항, 궁리항

## 교통

### 주요 도로
- 서해안고속도로 : 광천 나들목, 홍성 나들목
- 서산영덕고속도로 : 예산수덕사 나들목, 고덕 나들목 (예산군 소재)
- 국도 제21호선 : 천안, 아산, 예산, 보령, 서천 방면
- 국도 제29호선 : 서산, 청양, 부여 방면(청양, 부여 방면으로 현재 확장 공사가 완료되었다.)
- 국도 제40호선 : 당진(합덕), 예산(덕산), 보령(천북,오천) 방면
- 국가지원지방도 제96호선(구 지방도 622호선 및 국가지원지방도 제40호선)
- 지방도 제602호선(충남대로) : 내포신도시의 주 도로(동서방향)이며, 2015년에 새로 신설된 도로이다.
- 지방도 제609호선 : 내포신도시의 주 도로(남북방향)이며, 장곡면 이남 구간은 아직 미개통 상태이다.
- 지방도 제616호선
- 지방도 제619호선 : 장곡면 아주 일부를 경유

### 철도
- 장항선 : 홍성역, 광천역에서 정차.

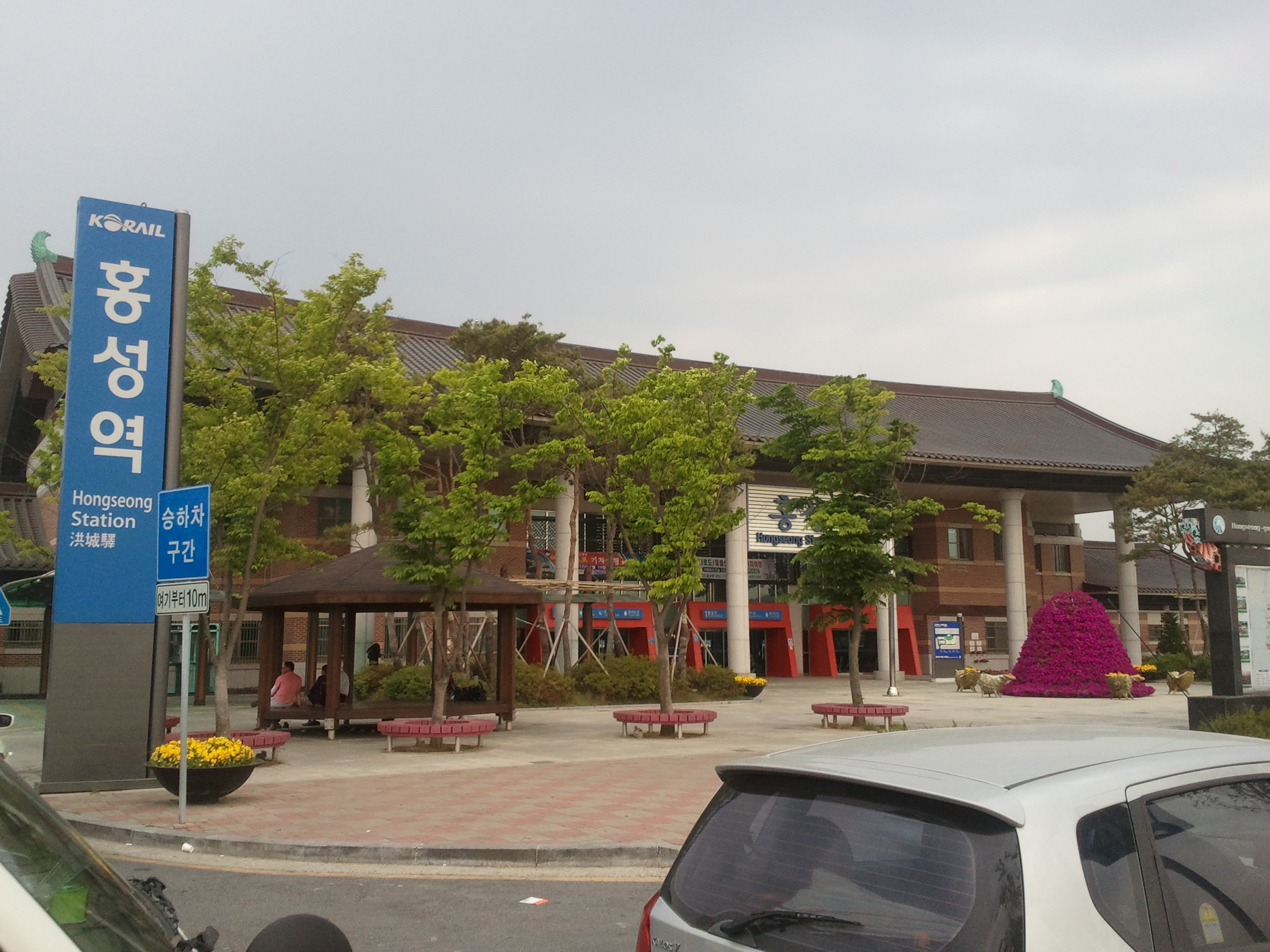
장항선 홍성역

홍성역과 광천역 사이 신성역을 기준으로 천안 방면 노선은 2008년까지 직선화 개량 사업이 완료되었고, 광천, 청소 방면 노선은 현재 개량 사업이 진행 중이다. 2017년 신창역 이남 복선전철화를 발주하였으며, 2022년 신성역 이북 구간 복선전철화 준공 예정이다.
- 화양역, 신성역

이 역은 열차가 정차하지 않는 무인간이역이다. 2007년 6월 1일 여객영업이 중단되어 전 열차가 통과하게 되었다. 
- 서해선
  - (예산군) ← 홍성역

### 버스
- 농어촌버스 : 홍성군의 농어촌버스, 홍주여객
- 고속/시외버스 : 홍성, 광천, 내포(충남도청사)

## 교육 기관
- 국공립대학교

|  | - 한국방송통신대학교 대전충남지역대학 홍성군학습관 |

- 사립대학교

|  | - 청운대학교 - 혜전대학교 |

- 폴리텍대학

|  | - 한국폴리텍4대학 충남캠퍼스 |

- 고등학교

|  | - 홍성고등학교(부설 방송통신고등학교 포함, 2016년 내포신도시 이전) - 홍성여자고등학교 - 갈산고등학교 - 광천제일고등학교 - 홍주고등학교(사립) - 홍성공업고등학교 - 광천고등학교(사립) - 서해삼육고등학교(사립) |

- 중학교

|  | - 홍성중학교 - 홍성여자중학교 - 홍주중학교(사립) - 서해삼육중학교(사립) - 내포중학교 - 갈산중학교 - 광천중학교 - 광천여자중학교(2014년 폐교) - 홍동중학교 - 금마중학교 - 홍성서부중학교 - 광흥중학교(사립, 2019년 폐교) - 결성중학교(2018년 폐교) |

- 초등학교

|  | - 홍성초등학교 - 홍주초등학교 - 홍남초등학교 - 내포초등학교 - 한울초등학교 - 홍북초등학교 - 광천초등학교 - 서해삼육초등학교(사립) - 홍동초등학교 - 금마초등학교 - 배양초등학교 - 구항초등학교 - 대정초등학교 - 은하초등학교 - 결성초등학교 - 장곡초등학교 - 금당초등학교 - 용봉초등학교 - 갈산초등학교 - 서부초등학교 - 신당초등학교 - 덕명초등학교(2019년 폐교) - 광신초등학교(2013년 폐교) - 대평초등학교(2014년 폐교) - 광남초등학교(2014년 폐교) - 광성초등학교(2015년 폐교) - 장곡초등학교반계분교(2017년 폐교) - 장곡초등학교오서분교(2015년 폐교) |

## 공공기관
- 홍성읍 소재
  - 홍성군청, 홍성군의회
  - 홍성군보건소
  - 홍성경찰서
  - 홍성소방서
  - 홍성세무서
  - 홍성교도소
  - 홍성우체국
  - 홍주문화회관
  - 홍주종합경기장
  - 홍성읍 행정복지센터 및 주민자치센터
  - 대전지방법원/대전가정법원 홍성지원
  - 대전지방검찰청 홍성지청
  - 충청남도홍성교육지원청
  - 국가보훈처 충남서부보훈지청
  - 충청지방통계청 홍성사무소
  - 국립농산물품질관리원 충남지원 홍성청양사무소
  - 한국농어촌공사 홍성지사
  - 한국부동산원 홍성지사
  - 한국전력공사 홍성지사
  - 국민건강보험공단 홍성지사
- 홍성읍 외 지역 소재
  - 충청남도청(홍북읍)
  - 충남가축위생연구소(금마면)
  - 충남보건환경연구원
  - 충청남도교육청(홍북읍)
  - 충청남도유아교육진흥원(홍북읍, 구)산수초등학교)
  - 충청남도평생교육진흥원
  - KT&G 내포지점(홍북읍)
- KBS 홍성방송센터(내포 이전)
- 농협중앙회 충남세종지역본부
- 충청남도개발공사
- 정부충남지방합동청사
- 충남도서관
- 충청남도청 문예회관
- 홍북읍사무소 내포출장소
- 홍성군보건소 내포지소
- 충남도립미술관, 충남도립예술의전당(2025년 내 개장 목표)
- 대한적십자사 충남지사
- 충청남도보훈회관
- 충남농촌융복합센터
- 충남공공디자인센터
- 한국국토정보공사 대전충남세종지역본부
- 홍성기상대
- 국립서해안기후대기센터
- 충남지방경찰청, 충청남도의회는 내포신도시 내에 위치하나, 예산군 삽교읍에 위치한다.

## 문화 관광

### 문화재
- 홍성 신경리 마애여래입상
- 홍성 고산사 대웅전
- 홍성 오관리 당간지주
- 홍성 홍주읍성 : 홍성읍 오관리에 자리잡은 성으로 사적 231호로 지정되어 있다. 현재 동문인 조양문과 동헌인 안회당, 홍주아문과 여하정, 약 800m의 성벽이 남아있다. 최근 군에서 복원 사업을 진행하고 있다.[16]
- 홍성 홍주의사총
- 홍주향교
- 결성향교
- 홍성 사운 고택
- 홍성 노은리 고택
- 성삼문 선생 유허지
- 김좌진 장군 생가지
- 한용운 선생 생가지 : 독립운동가이자 승려이며 시인인 한용운 선생이 태어난 곳으로 충청남도의 기념물 76호로 지정되어 있다. 낮은 야산을 등진 양지 쪽에 자리 잡고 있으며, 생가가 쓰러져 없어진 것을 1992년에 생가를 중심으로 주변지역을 사적화하기 위해 복원사업을 시작하였다. 생가인 초가 외에 사당삼문, 관리사, 화장실 등을 건립하였으며, 주변 정비사업을 추진하였다. 가옥은 앞면 3칸 옆면 2칸 규모의 초가인데 양 옆으로 1칸을 달아내어 광과 헛간으로 사용하고 울타리는 싸리나무로 둘렀으며 바깥에 흙벽돌로 화장실을 만들었다. 선생의 애민애국 정신을 후세에 길이 전하고자 이곳에 표석을 설치하였다.[17] 2013년 KBS 해피썬데이의 1박2일 시즌 2에서 촬영하기도 하였다.[18]
- 고암이응노생가기념관
- 홍주성역사관
- 결성농요박물관
- 홍성민속테마박물관
- 홍성조류탐사과학관(서부면)

### 축제
- 홍성역사인물축제
- 홍성남당항대하축제
- 광천토굴새우젓·광천김대축제
- 홍성남당항새조개축제
- 글로벌 바베큐 페스티벌

### 관광지
- 홍성 스카이 타워

## 같이 보기
- 1978년 홍성 지진

## 자매 도시
- 대한민국 경상북도 울진군
- 일본 아이치현 오부시
- 중국 산둥성 이수이현, 헤이룽장성 하이린시